# Hinterer Daunkopf
Hinterer Daunkopf är en bergstopp i Österrike.   Den ligger i distriktet Innsbruck-Land och förbundslandet Tyrolen, i den västra delen av landet, 400 km väster om huvudstaden Wien. Toppen på Hinterer Daunkopf är 2 899 meter över havet.
Terrängen runt Hinterer Daunkopf är bergig åt nordväst, men åt sydost är den kuperad. Runt Hinterer Daunkopf är det ganska glesbefolkat, med 26 invånare per kvadratkilometer.. Närmaste större samhälle är Sölden, 8,4 km väster om Hinterer Daunkopf. 
Trakten runt Hinterer Daunkopf består i huvudsak av gräsmarker.